# Martesia striata
Martesia striata är en musselart som först beskrevs av Carl von Linné 1758.  Martesia striata ingår i släktet Martesia och familjen borrmusslor. Inga underarter finns listade i Catalogue of Life.